# St. Johannes der Täufer (Vohren)

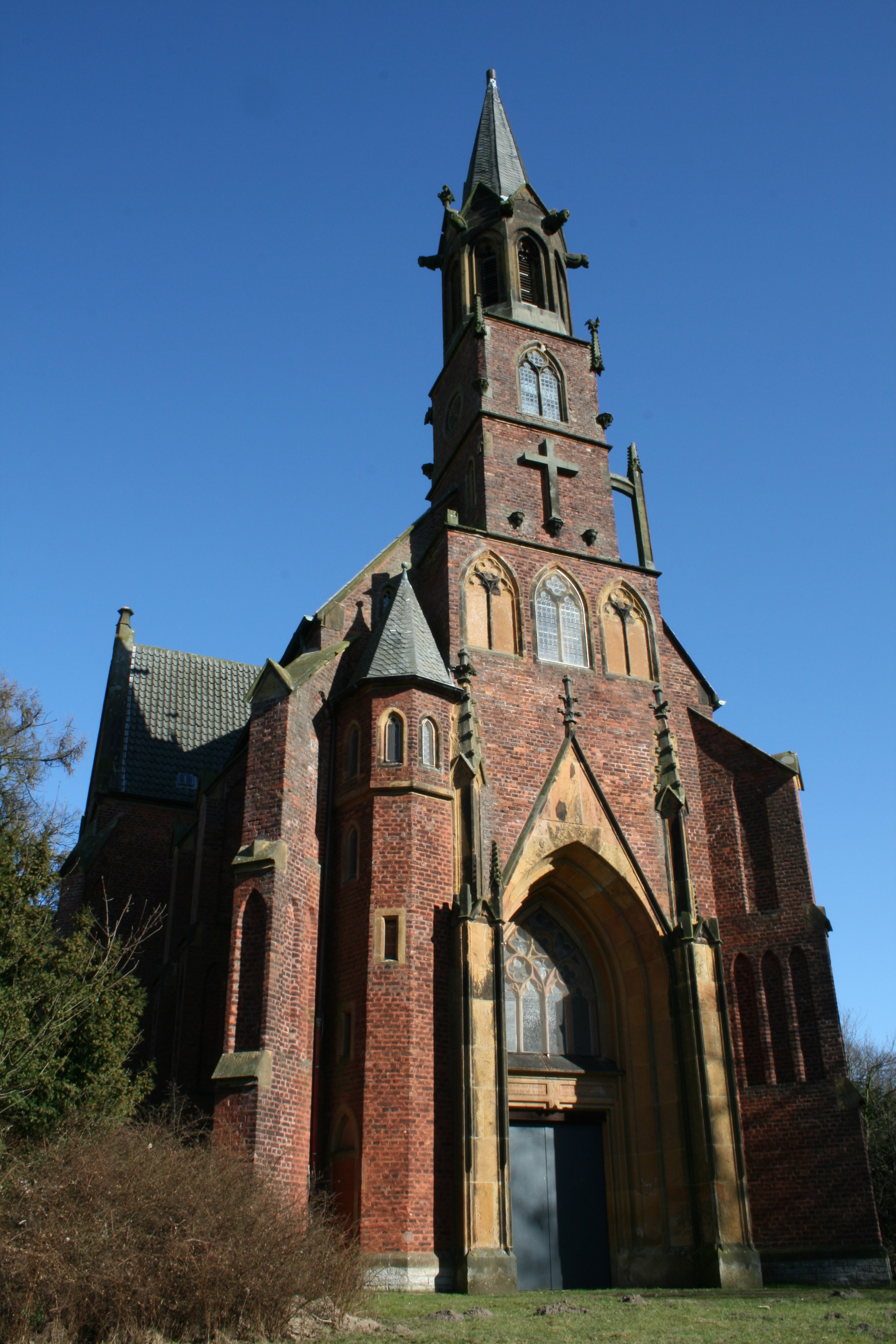
St. Johannes der Täufer-Kapelle

Die katholische Kapelle St. Johannes der Täufer ist ein denkmalgeschütztes Kirchengebäude in Vohren, einer zur Stadt Warendorf in Nordrhein-Westfalen gehörenden Bauerschaft.

## Geschichte
Das im Volksmund Affhüppenkapelle genannte Bauwerk steht nahe der Bundesstraße 64 bei Warendorf. Schon 1695 wird eine Kapelle auf dem Gutshof zu Affhüppen erwähnt. 1710 wurde dort eine barocke Kapelle zu Ehren der Gottesmutter und des hl. Antonius von Padua eingeweiht.
An Stelle der bisherigen kleinen Kapelle ließ die Witwe des Meiers Johann Heinrich Affhüppe, Maria Katharina geb. Schulze ter Oeverst, von 1854 bis 1856, wenige Jahre vor ihrem Tod (1857), etwas östlich davon die jetzige große neugotische Kapelle mit schlankem Westturm nach Plänen des Baumeisters Emil von Manger mit großem Kostenaufwand erbauen. Der kreuzförmige Backsteinsaal mit einem kleinen Turm lehnt sich an die Formen der Frühgotik an. Die Einrichtung ist einheitlich neugotisch und stammt aus der Erbauungszeit. Infolge späterer Abmachungen zwischen dem Schwiegersohn der Stifterin, dem Mühlenherrn Anton Scheffer-Boichorst zu Warendorf, und dem Bischof fielen die Kapelle und die mit ihr verbundenen Stiftungen an den Bischöflichen Stuhl.
Seit Ende der 1950er Jahre wird die Kirche nicht mehr für Gottesdienste genutzt. Ein Abriss wurde verhindert. Sie  dient dem Bistum Münster als Lagerort für sakrale Ausstattungs- und Möbelstücke. Der Innenraum der Kirche ist seitdem verschlossen. Der Bischöfliche Stuhl, der etwa 100 Jahre Eigentümer war, übertrug die Kapelle am 10. Januar 1967 schenkungsweise an die Kirchengemeinde St. Laurentius.